# Paul Dermée
Paul Dermée (13. dubna 1886, Lutych – 27. prosince 1951, Paříž) byl belgický spisovatel, básník a literární kritik.
Narodil se jako syn Camilly Janssenové v roce 1886 v Lutychu v Belgii a zemřel v roce 1951 v Paříži.
Mezi jeho přátele patřili malíři Picasso, Juan Gris, Sonia a Robert Delaunay, fotograf André Kertész a básníci Valéry Larbaud a Maxe Jacob.
Byl objeven spisovatelem Tristanem Tzarou, riskoval za války členstvím ve skupině Dada. Obdržel titul "Prokonzul Dada".